# 中铁八局
中铁八局集团有限公司，注册地位于成都，隶属于中国铁路工程总公司。业务性质为铁路、公路、市政。2017年，公司总资产347.14亿元，净资产52.34亿元，净利润1.59亿元。